# Goniometer

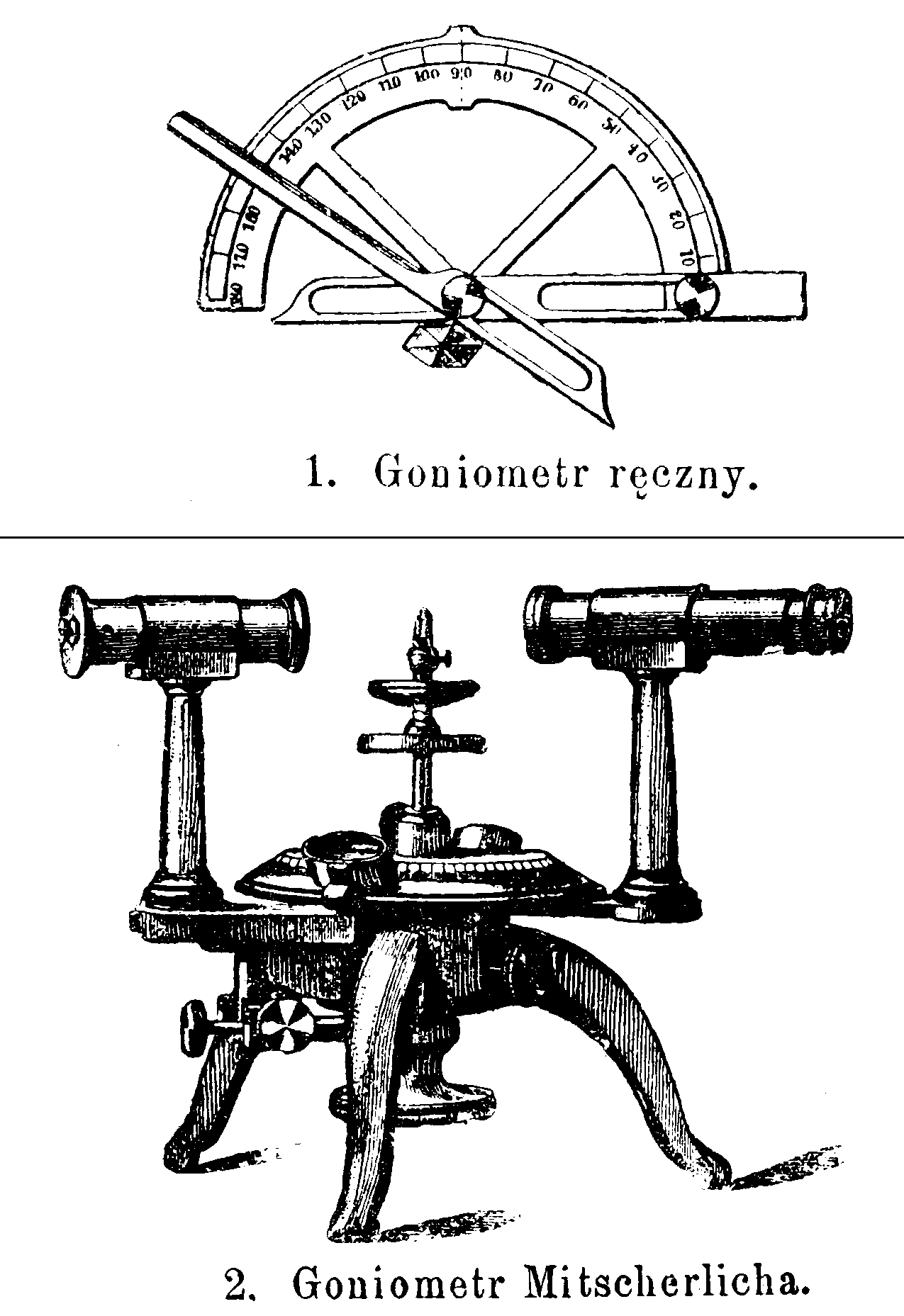
Manuell (1), och Mitscherlichs optiska (2) goniometer för användning inom kristallografin, omkring 1900.

Goniometer eller vinkelmätare (av grekiska gōnia, vinkel, och metron, mått), är instrument, som används vid uppmätande av kantvinklar, särskilt inom kristallografin, samt inom ortopedin för mätning av rörligheten i en led.
Kontaktgoniometern (se fig. 1) består av en i grader indelad halvcirkel med två tillhörande små linjaler, vilka kan vridas kring halvcirkelns medelpunkt. Då en vinkel omfattas med dessa två linjaler, kan dess storlek direkt avläsas på gradindelningen. Detta instrument medger ej större noggrannhet än 1 à ½ grad.
Reflexionsgoniometern (se fig. 2) tillåter betydligt noggrannare mätningar, men kräver jämna, speglande kristallytor. Instrumentet består i huvudsak av en cirkelrund skiva, vridbar kring en vanligen vertikal axel och i kanten försedd med gradindelning, löpande mot en fast nonie. I axelns förlängning fastsätts den kristall, som skall undersökas, så, att den kant, som skall mätas, blir vertikal och sammanfallande med vridningsaxeln. Då mätningen skall ske, låter man en stråle från en fast ljuskälla falla in på kristallen, vrider den därpå, tills den ena av kristallytorna reflekterar ljusbilden in i den med ett hårkors försedda observationstuben, avläser den graderade skivans ställning i förhållande till den fasta nonien. vrider därpå, tills den andra kristallytan reflekterar ljusbilden, och avläser den graderade skivans ställning ånyo. Skillnaden mellan avläsningarna utgör vinkeln mellan de bägge kristallytornas normaler.
På vissa senare konstruktioner av reflexionsgoniometern, s.k. teodolitgoniometrar, är kristallen vridbar i två mot varandra vinkelräta riktningar, och kristallytornas läge i förhållande till varandra erhålls genom två mot varandra vinkelräta vinkelkoordinater.

## Ortopedi
En goniometer är även ett verktyg för mätning av passiv och aktiv rörlighet i leder.